# Архиепархия Люблина
Архиепархия Люблина  (лат. Archidioecesis Lublinensis) — архиепархия Римско-Католической церкви с центром в городе Люблин, Польша. В митрополию Люблина входят епархии Сандомира и Седльце. Кафедральным собором архиепархии Люблина является церковь святого Иоанна Крестителя и святого Иоанна Евангелиста в Люблине.

## История
Люблинская епархия была создана в 1805 году буллой Quemadmodum Romanorum Pontificum Римского папы Пия VII на территории Хелмско-Люблинской епархии. В 1992 году буллой Totus tuus Poloniae populus Римского папы Иоанна Павла II епархия была преобразована в архиепархию.
Кафедральным собором, а с 1992 года Архикафедральным собором является церковь Иоанна Крестителя и Иоанна Евангелиста в Люблине, в которой находится Санктуарий Скорбящей Божьей Матери.

## Ординарии архиепархии
- архиепископ Войцех Скаршевский (29.11.1790 — 1824) — назначен архиепископом Варшавы;
- епископ Юзеф Марцелий Дзенцельский[пол.] (1825—1839);
- епископ Винцентий Пеньковский[пол.] (1852—1863);
- епископ Валенты Барановский[пол.] (1871 — 12.08.1879);
- епископ Казимеж Юзеф Вноровский[пол.] (15.03.1883 — 1885);
- епископ Францишек Ячевский[пол.] (30.12.1889 — 1918);
- епископ Мариан Леон Фульман (24.12.1918 — 18.12.1945);
- епископ Стефан Вышинский (25.03.1946 — 12.11.1948) — назначен архиепископом Гнезно, кардинал с 12.01.1953 года;
- епископ Пётр Калва[пол.] (30.05.1949 — 17.07.1974);
- архиепископ Болеслав Пыляк[пол.] (27.06.1975 — 14.06.1997);
- архиепископ Юзеф Жициньский (14.06.1997 — 10.02.2011);
- архиепископ Станислав Будзик[пол.] (26.09.2011 —).

## Статистика
- Деканатов — 28;
- Церковных приходов — 268.

## Источник
- Annuario Pontificio, Ватикан, 2005
- Булла Totus Tuus Poloniae populus, AAS 84 (1992), стр. 1099 Архивная копия от 13 июля 2020 на Wayback Machine  (лат.)